# Yang Yu (sciatrice)
Yang Yu (4 maggio 1991) è una sciatrice freestyle cinese, specialista dei salti.

## Biografia
In Coppa del Mondo Ha esordito il 21 dicembre 2007 a Lianhua Mountain (13ª), ha ottenuto il primo podio il 17 febbraio 2012 a Kreischberg (3ª) e la prima vittoria il 25 febbraio successivo a Minsk.
In carriera non ha preso parte né a rassegne olimpiche né iridate.

## Palmarès

### Mondiali juniores
- 1 medaglia:
  - 1 argento (salti a Airolo 2007)

### Coppa del Mondo
- Miglior piazzamento in classifica generale: 23ª nel 2013.
- 6 podi:
  - 3 vittorie
  - 1 secondo posto
  - 2 terzi posti

#### Coppa del Mondo - vittorie
| Data             | Luogo       | Paese       | Disciplina |
| ---------------- | ----------- | ----------- | ---------- |
| 25 febbraio 2012 | Minsk       | Bielorussia | AE         |
| 19 gennaio 2013  | Lake Placid | Stati Uniti | AE         |
| 4 febbraio 2016  | Deer Valley | Stati Uniti | AE         |

Legenda:

AE = salti